# ایستگاه کامرشیال برادوی
ایستگاه کامرشیال برادوی (انگلیسی: Commercial–Broadway station) یک مجتمع ایستگاه ترانزیت سریع در مترو ونکوور در سیستم اسکای‌ترین (ونکوور) در ونکوور، بریتیش کلمبیا، کانادا است. بخش بالایی از خط اکسپو (اسکای‌ترین) و بخش پایین‌تر از خط میلنیوم را ارائه می‌دهد.